# Augusto Barcia Trelles

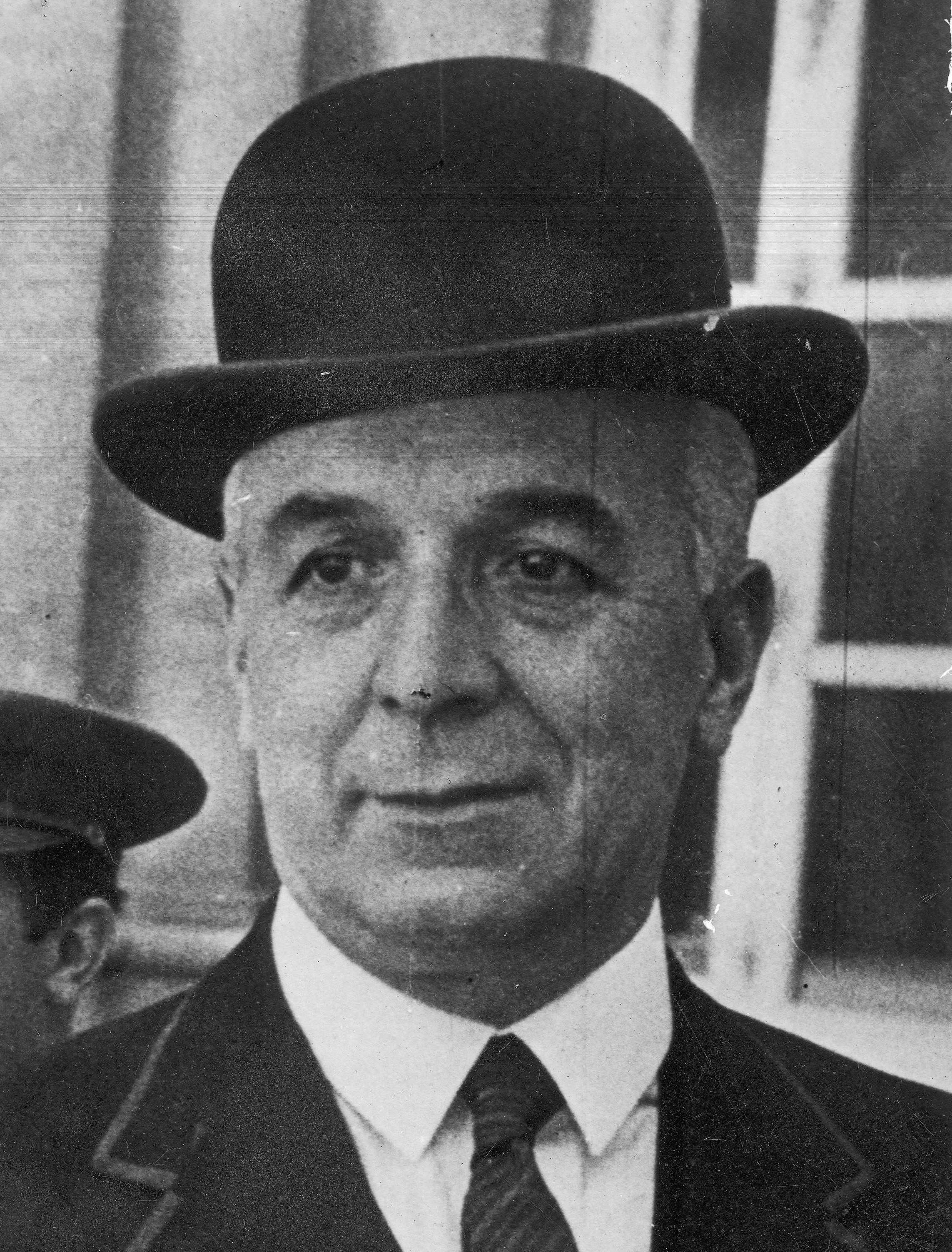
Augusto Barcia Trelles in 1936

Augusto Barcia Trelles (Vegadeo, 1881 - Buenos Aires, 1961) was een Spaans schrijver en politicus. 
Barcia Trelles studeerde rechten en was van 1916 tot 1923 lid van de Cortes (parlement) voor de Partido Reformista (linkse liberalen). Na de staatsgreep van generaal Primo de Rivera in september 1923 werd de Cortes ontbonden en verloor Barcia zijn zetel in het parlement.
Na de val van Primo de Rivera (1930) werden de politieke activiteiten hervat en na de uitroeping van de Tweede Spaanse Republiek (1931) en werd Barcia lid van de Acción Republicana, en vanaf 1934, de Izquierda Republicana van Manuel Azaña. Van 1933 tot 1936 was hij opnieuw lid van de Cortes.
In 1934 was hij de advocaat van de Catalaanse nationalist Lluis Companys, die in oktober van dat jaar door de regering was gearresteerd omdat hij in opstand was gekomen tegen het centrale gezag.
Onder Azaña, Casares Quiroga, Martínez Barrio, Giral Pereira was Barcia minister van Buitenlandse Zaken. Na het aftreden van premier Azaña op 19 februari 1936 (die kort daarop president werd), werd Barcia interim-premier. Hij bleef dit tot 13 mei, toen Santiago Casares Quiroga premier werd.
Aan het einde van de Spaanse Burgeroorlog vertrok Barcia naar Argentinië, waar hij ook overleed.
- Biblioteca Nacional de Chile: 000473222
- Biblioteca Nacional de España: XX1130539
- CiNii: DA07225472
- International Standard Name Identifier: 0000 0000 8161 5226
- Library of Congress Control Number: no2021062385
- Système universitaire de documentation: 070549060
- Virtual International Authority File: 86838482